# The Lesson of the Flames
The Lesson of the Flames è un cortometraggio muto del 1914 diretto da Richard Ridgely.
Sesto episodio del serial Olive's Opportunities.

## Produzione
Il film fu prodotto dalla Edison Company.

## Distribuzione
Distribuito dalla General Film Company, il film - un cortometraggio in una bobina - uscì nelle sale cinematografiche statunitensi il 29 dicembre 1914.